# Ix Ch'up
Ix Ch'up ("Kvinnan") var mångudinna hos mayaindianerna i nuvarande Mexiko.